# Bilyana Island
Bilyana Island (englisch; bulgarisch остров Биляна ostrow Biljana; im Vereinigten Königreich Willett Island) ist eine 450 m lange und 290 m breite Insel im Archipel der Südlichen Shetlandinseln. In der Gruppe der Aitcho-Inseln in der English Strait liegt sie 70 m südlich von Jorge Island, 1,85 km nordnordwestlich von Barrientos Island und 1,45 km nordöstlich von Emeline Island.
Bulgarische Wissenschaftler kartierten sie 2009. Die bulgarische Kommission für Antarktische Geographische Namen benannte sie im selben Jahr nach einem Begriff für bulgarische Folkloremusik. Das UK Antarctic Place-Names Committee benannte sie dagegen 2013 nach dem Kartographen Andrew Willett vom United Kingdom Hydrographic Office, der zehn Jahre lang die Arbeitsgruppe der International Hydrographic Organization zur hydrographischen Vermessung Antarktikas geleitet hatte.